# Morti nel 2003/Novembre
| Questa pagina contiene informazioni ricavate automaticamente dalle voci biografiche con l'ausilio del template Bio e di un bot. L'aggiornamento è periodico e automatico e ricostruisce completamente la pagina. Se manca una persona in questa lista, sei pregato di non aggiungerla, ma accertati piuttosto che la sua voce biografica contenga il template Bio e che i dati anagrafici siano correttamente compilati. Se il template Bio manca, inseriscilo tu stesso o, in alternativa, metti l'avviso {{tmp\|Bio}} che ne segnala la mancanza. Se i dati riportati sono sbagliati, correggi direttamente la voce biografica; le modifiche saranno visibili in questa lista entro pochi giorni. Per chiarimenti vedi il progetto biografie. La lista contiene solo le 118 persone che sono citate nell'enciclopedia e per le quali è stato implementato correttamente il template Bio. Pagina aggiornata al 18 apr 2025. |

- 1º novembre - Mario Ghiglione, calciatore italiano (n. 1918)
- 1º novembre - Libero Marchini, calciatore italiano (n. 1913)
- 1º novembre - Mario Melis, politico italiano (n. 1921)
- 1º novembre - Daishirō Yoshimura, calciatore e allenatore di calcio brasiliano (n. 1947)
- 2 novembre - Xela Arias, scrittrice e traduttrice spagnola (n. 1962)
- 2 novembre - Jimmy Quillen, politico statunitense (n. 1916)
- 3 novembre - Alberto Falck, imprenditore italiano (n. 1938)
- 3 novembre - Jurij Falin, calciatore sovietico (n. 1937)
- 3 novembre - Rasul Gamzatov, poeta e politico sovietico (n. 1923)
- 3 novembre - Corrado San Giorgio, generale italiano (n. 1909)
- 3 novembre - Joe Johnson, giocatore di football americano statunitense (n. 1929)
- 4 novembre - Fernando Aurini, giornalista e critico musicale italiano (n. 1920)
- 4 novembre - Ken Gampu, attore sudafricano (n. 1929)
- 4 novembre - Philip Slone, calciatore statunitense (n. 1907)
- 4 novembre - Massimiliano Vajro, giornalista e scrittore italiano (n. 1930)
- 4 novembre - Rachel de Queiroz, scrittrice, giornalista e drammaturga brasiliana (n. 1910)
- 5 novembre - Bobby Hatfield, cantante statunitense (n. 1940)
- 5 novembre - Renzo Merlin, calciatore e allenatore di calcio italiano (n. 1923)
- 5 novembre - Aldo Parena, calciatore italiano (n. 1919)
- 5 novembre - Corrado Romano, violinista italiano (n. 1920)
- 5 novembre - Gino Vaghini, calciatore italiano (n. 1923)
- 5 novembre - František Velecký, attore slovacco (n. 1934)
- 6 novembre - Crash Holly, wrestler statunitense (n. 1971)
- 6 novembre - Zoe Incrocci, attrice e doppiatrice italiana (n. 1917)
- 6 novembre - Rie Mastenbroek, nuotatrice olandese (n. 1919)
- 6 novembre - Eduardo Palomo, attore e cantante messicano (n. 1962)
- 6 novembre - Rudolf Schönbeck, calciatore tedesco (n. 1919)
- 7 novembre - Sergio Anselmi, storico italiano (n. 1924)
- 7 novembre - Donald Griffin, etologo e zoologo statunitense (n. 1915)
- 7 novembre - Francesco Millea, calciatore italiano (n. 1941)
- 8 novembre - Abdirahman Ahmed Ali Tur, politico somalo (n. 1931)
- 8 novembre - Guy Speranza, cantante statunitense (n. 1956)
- 9 novembre - Art Carney, attore statunitense (n. 1918)
- 9 novembre - Bruce Alexander Cook, giornalista e scrittore statunitense (n. 1932)
- 9 novembre - Mario Merz, artista, pittore e scultore italiano (n. 1925)
- 10 novembre - Canaan Banana, politico zimbabwese (n. 1936)
- 10 novembre - Vasilije Šijaković, calciatore jugoslavo (n. 1929)
- 11 novembre - Robert Brown, attore britannico (n. 1921)
- 11 novembre - Ronald Emblen, ballerino britannico (n. 1933)
- 11 novembre - Paul Janssen, medico e imprenditore belga (n. 1926)
- 11 novembre - Blake Williams, cestista statunitense (n. 1924)
- 12 novembre - Jonathan Brandis, attore statunitense (n. 1976)
- 12 novembre - Enrique Santiago Fernández, calciatore argentino (n. 1944)
- 12 novembre - Enzo Fregosi, militare italiano (n. 1947)
- 12 novembre - Kay E. Kuter, attore e doppiatore statunitense (n. 1925)
- 12 novembre - Penny Singleton, attrice e sindacalista statunitense (n. 1908)
- 12 novembre - Stefano Rolla, regista italiano (n. 1937)
- 12 novembre - Tony Thompson, batterista e produttore discografico statunitense (n. 1954)
- 13 novembre - Aldo De Jaco, giornalista e scrittore italiano (n. 1923)
- 13 novembre - Mitoyo Kawate, supercentenaria giapponese (n. 1889)
- 13 novembre - Kellie Waymire, attrice statunitense (n. 1967)
- 14 novembre - Gene Anthony Ray, attore e ballerino statunitense (n. 1962)
- 15 novembre - Mohamed Choukri, scrittore marocchino (n. 1935)
- 15 novembre - Ray Lewis, velocista canadese (n. 1910)
- 15 novembre - Dorothy Loudon, attrice e cantante statunitense (n. 1925)
- 16 novembre - Fernanda Bullano, velocista italiana (n. 1914)
- 16 novembre - Elena Lagorara, ginnasta italiana (n. 1939)
- 16 novembre - Gianfranco Mascii, pittore e illustratore italiano (n. 1926)
- 16 novembre - Carlo Parlati, scultore, pittore e incisore italiano (n. 1934)
- 16 novembre - Carlo Ramous, scultore e pittore italiano (n. 1926)
- 17 novembre - Franco Cristofori, giornalista e scrittore italiano (n. 1920)
- 17 novembre - Gianni Facchinello, calciatore italiano (n. 1950)
- 17 novembre - Don Gibson, cantante statunitense (n. 1928)
- 17 novembre - Gianfranco Rossinovich, politico e partigiano italiano (n. 1928)
- 18 novembre - Vivian Bonnell, attrice e cantante antiguo-barbudana (n. 1924)
- 18 novembre - Antonio Capizzi, filosofo e storico italiano (n. 1926)
- 18 novembre - Bob Carmichael, tennista e allenatore di tennis australiano (n. 1940)
- 18 novembre - Marino Cenna, attore italiano (n. 1951)
- 18 novembre - Anna De Lauro Matera, politica italiana (n. 1909)
- 18 novembre - Michael Kamen, compositore, musicista e direttore d'orchestra statunitense (n. 1948)
- 19 novembre - Gillian Barge, attrice inglese (n. 1940)
- 19 novembre - Vincenzo De Toma, attore italiano (n. 1930)
- 19 novembre - Václav Krása, cestista e allenatore di pallacanestro cecoslovacco (n. 1922)
- 19 novembre - Michele Prisco, scrittore e giornalista italiano (n. 1920)
- 20 novembre - Robert Addie, attore britannico (n. 1960)
- 20 novembre - Pedro Adigue, pugile filippino (n. 1943)
- 20 novembre - Loris Azzaro, stilista italiano (n. 1933)
- 20 novembre - David Dacko, politico centrafricano (n. 1930)
- 20 novembre - Genrich Saulovič Gabaj, regista sovietico (n. 1923)
- 20 novembre - Jim Siedow, attore statunitense (n. 1920)
- 21 novembre - Bill Haarlow, cestista statunitense (n. 1913)
- 21 novembre - Emil Pažický, calciatore cecoslovacco (n. 1927)
- 21 novembre - Armand Putzeyse, ciclista su strada belga (n. 1916)
- 22 novembre - Mario Beccaria, politico italiano (n. 1920)
- 22 novembre - Carlo Pollidoro, politico italiano (n. 1927)
- 23 novembre - Antonio Palandri, politico italiano (n. 1925)
- 23 novembre - Margaret Singer, psicologa e scrittrice statunitense (n. 1921)
- 24 novembre - Gottfried Gruben, archeologo tedesco (n. 1929)
- 24 novembre - Hugh Kenner, critico letterario canadese (n. 1923)
- 24 novembre - Arthur H. Lefebvre, ingegnere britannico (n. 1923)
- 24 novembre - Michael Small, compositore statunitense (n. 1939)
- 24 novembre - Warren Spahn, giocatore di baseball statunitense (n. 1921)
- 24 novembre - Lu'ayy al-Atassi, generale e politico siriano (n. 1926)
- 25 novembre - Mary Queeny, attrice e regista egiziana (n. 1913)
- 25 novembre - Anneliese Römer, attrice e doppiatrice tedesca (n. 1922)
- 26 novembre - Andrea Bonomi, calciatore italiano (n. 1923)
- 26 novembre - Sadegh Khalkhali, religioso e politico iraniano (n. 1926)
- 26 novembre - Soulja Slim, rapper e cantautore statunitense (n. 1977)
- 26 novembre - Giovanni Vaccari, politico e insegnante italiano (n. 1911)
- 26 novembre - Stefan Wul, scrittore di fantascienza francese (n. 1922)
- 27 novembre - Duck Dowell, cestista e allenatore di pallacanestro statunitense (n. 1912)
- 27 novembre - Arthur Greenslade, direttore d'orchestra, arrangiatore e pianista inglese (n. 1923)
- 27 novembre - Riccardo Malipiero, compositore italiano (n. 1914)
- 27 novembre - Will Quadflieg, attore e regista tedesco (n. 1914)
- 27 novembre - Marjorie Reeves, storica britannica (n. 1905)
- 27 novembre - Wendy Wyland, tuffatrice statunitense (n. 1964)
- 28 novembre - Ted Bates, dirigente sportivo, allenatore di calcio e calciatore inglese (n. 1918)
- 28 novembre - Armand Cure, cestista e giocatore di football americano statunitense (n. 1919)
- 28 novembre - Terry Lester, attore statunitense (n. 1950)
- 29 novembre - Norman Burton, attore statunitense (n. 1923)
- 29 novembre - Tony Canadeo, giocatore di football americano statunitense (n. 1919)
- 29 novembre - Jesse Carver, allenatore di calcio e calciatore inglese (n. 1911)
- 29 novembre - Moondog Spot, wrestler statunitense (n. 1952)
- 29 novembre - Bogdan Śliwa, scacchista polacco (n. 1922)
- 30 novembre - Earl Bellamy, regista statunitense (n. 1917)
- 30 novembre - Jesus Correia, calciatore portoghese (n. 1924)
- 30 novembre - Gertrude Ederle, nuotatrice statunitense (n. 1905)
- 30 novembre - Adolphe Gesché, presbitero e teologo belga (n. 1928)